# Хамилтон (Охајо)
Хамилтон (енгл. Hamilton) град је у америчкој савезној држави Охајо.

## Демографија
По попису из 2010. године број становника је 62.477, што је 1.787 (2,9%) становника више него 2000. године.
| Група             | 2000.          | 2010.          |
| Белци             | 53.386 (88,0%) | 51.198 (81,9%) |
| Афроамериканци    | 4.581 (7,5%)   | 5.336 (8,5%)   |
| Азијати           | 275 (0,5%)     | 384 (0,6%)     |
| Хиспаноамериканци | 1.566 (2,6%)   | 3.981 (6,4%)   |
| Укупно            | 60.690         | 62.477         |